# Melinda Bam
Melinda Bam (Pretoria, 14 maggio 1989) è una modella sudafricana, eletta Miss Sudafrica 2011 a Sun City l'11 dicembre 2011, dove è risultata la vincitrice fra le dodici concorrenti del concorso di bellezza. Dietro di lei si sono classificate Remona Moodley e Thuli Sangwini, rispettivamente seconda e terza classificata.
Vincendo il concorso, la modella ha ottenuto la possibilità di rappresentare il Sudafrica a Miss Universo 2012 ed a Miss Mondo 2012
Prima di essere incoronata, Melinda Bam era già una modella professionista, scoperta nel 2008 dallo scout Leon Cloete, che era riuscito a farle ottenere un contratto con un'agenzia di moda. Inoltre Bam era anche una studentessa di marketing presso l'università di Pretoria. In precedenza aveva già vinto i concorsi di Miss Tropika, Me Waterkloof e Candy Girl.